# Helmuth Renzler
Helmuth Renzler (* 21. März 1953 in Bozen; † 11. Dezember 2023 ebenda) war ein Südtiroler Politiker der SVP.

## Biographie
Der aus Bozen stammende Helmuth Renzler absolvierte 1973 die Matura an der Gewerbeoberschule. Anschließend studierte er einige Semester an der Universität Innsbruck Wirtschaft und Rechtswissenschaften. Nebenbei unterrichtete er bis 1979 an verschiedenen Mittel- und Oberschulen Südtirols technische Fächer. Seit Jänner 1982 war er Bediensteter beim Istituto Nazionale della Previdenza Sociale (NISF/INPS) in Bozen, wo er im November 2010 zum Direktor der internen Agentur aufstieg. Zudem war er seit 1994 auch als freischaffender Publizist in den Sachbereichen Renten- und Sozialgesetzgebung für verschiedene regionale und nationale Zeitungen tätig und war Autor von mehreren Fachbüchern und Broschüren im Bereich der Sozialgesetzgebung und des Arbeitsrechtes. Daneben fungierte er als Landesobmann der Gewerkschaft Öffentlicher Dienst/Staat-Halbstaat im Autonomen Südtiroler Gewerkschaftsbund (ASGB). 
Sein politischer Werdegang nahm 1989 als Mitglied und Vorsitzender des Gemeindesozialausschusses (GSA)-Bozen seinen Anfang, wo er bis 2004 als Vorsitzender tätig war. Er war Mitglied des Bezirksozialausschusses (BSA) Bozen Stadt und Land, wo er zwischen 1991 und 2004 ebenfalls Vorsitzender war. Von 1991 bis 2004 war er Mitglied und bis 1995 stellvertretender Vorsitzender des Landessozialausschusses (LSA). Ebenfalls seit 1991 war er Mitglied der Südtiroler Volkspartei (SVP), wo er bis 2004 und seit April 2010 als Mitglied der Bezirksleitung Bozen Stadt und Land, seit 1998 als Mitglied des SVP-Ortsausschusses Bozen/Haslach, sowie ebenfalls seit April 2010 als Mitglied des SVP-Parteiausschusses tätig war. Bei den Landtagswahlen 2013 konnte er mit 8.933 Vorzugsstimmen in den Südtiroler Landtag und damit gleichzeitig den Regionalrat Trentino-Südtirol einziehen. Im Rahmen der Landtagswahlen 2018 konnte er mit 8.513 Vorzugsstimmen erneut ein Mandat erringen. Bei den Landtagswahlen 2023 verpasste er mit 5.401 Vorzugsstimmen die Wiederwahl.